# Ctenosaura
Ctenosaura es un género de iguánidos que incluye varias especies de iguanas autóctonas de Mesoamérica. Su nombre previene del griego kteno (κτείς, genitivo κτενός), "peine" (en referencia a las espinas con aspecto de dientes de peine que tienen en la espalda y cola), y saura (σαύρα), "lagarto".

## Especies
El género Ctenosaura representa el grupo más diverso de iguanas con 15 especies actualmente reconocidas y por lo menos dos especies no-reconocidas. Habitan en las tierras bajas (por debajo de 1.200 m de altitud), en los bosques secos en ambas costas de México y América Central. Todas las especies del género Ctenosaura se agrupan dentro de uno de siete clados. La distribución de estos clados cae dentro de áreas geográficas bien establecidas. Las especies estrechamente relacionadas muestran alopatría mientras que las especies de clados divergentes muestran simpatría.
| Imagen | Especie                    | Nombre común                                                                | Autoridad              | Distribución                                                                      |
| ------ | -------------------------- | --------------------------------------------------------------------------- | ---------------------- | --------------------------------------------------------------------------------- |
|        | Ctenosaura acanthura       | Garrobo del noroeste                                                        | Shaw, 1802             | Este de México                                                                    |
|        | Ctenosaura bakeri          | Garrobo de Utila; iguana de Utila; wishiwilly Del Suampo                    | Stejneger, 1901        | Isla de Utila en Honduras                                                         |
|        | Ctenosaura clarki          | Nopilchi                                                                    | Bailey, 1928           | Oeste de México                                                                   |
|        | Ctenosaura conspicuosa     | Garrobo de la isla de San Esteban                                           | Grismer, 1999          | Isla de San Esteban en el Golfo de California                                     |
|        | Ctenosaura flavidorsalis   | Garrobo de espalda amarilla; rumia                                          | Köhler & Klemmer, 1994 | Honduras, El Salvador y Guatemala                                                 |
|        | Ctenosaura hemilopha       | Garrobo de palo; iguana de palo                                             | Cope, 1863             | Baja California Sur, México                                                       |
|        | Ctenosaura macrolopha      | Garrobo sonorense                                                           | Grismer, 1999          | Sonora, México                                                                    |
|        | Ctenosaura melanosterna    | Garrobo hondureño; jamo                                                     | Buckley & Axtell, 1997 | Honduras                                                                          |
|        | Ctenosaura nolascensis     | Garrobo de San Pedro Nolasco                                                | Grismer, 1999          | Isla de San Pedro Nolasco, Golfo de California                                    |
|        | Ctenosaura oaxacana        | Garrobo oaxacaqueño                                                         | Köhler & Hasbun, 2001  | Oaxaca, México                                                                    |
|        | Ctenosaura oedirhina       | Garrobo de Roatán; wishywilly                                               | de Queiroz, 1987       | Roatán, Honduras                                                                  |
|        | Ctenosaura palearis        | Garrobo del Motagua                                                         | Stejneger, 1899        | Guatemala                                                                         |
|        | Ctenosaura pectinata       | Garrobo mexicano; iguana mexicana de cola espinosa                          | Wiegmann, 1834         | Nativo del oeste de México; introducido en los Estados Unidos en Texas y Florida. |
|        | Ctenosaura quinquecarinata | Garrobo enano de cola de garrote; cola chata                                | Gray, 1842             | Nicaragua y Costa Rica.                                                           |
|        | Ctenosaura similis         | Garrobo negro; iguana rayada, de playa o negra de cola espinosa; chiguipile | Gray, 1831             | México, América Central y Colombia. Introducido en los Estados Unidos en Florida. |